# Beli dvor
Beli dvor (Nederlands: Wit paleis) is een voormalige koninklijke residentie van de Karađorđević-dynastie. Het paleis ligt in het Koninklijke complex in Dedinje, een deelgemeente van de Servische hoofdstad Belgrado.
Het paleis ligt in hetzelfde complex als het Koninklijke Paleis, de officiële residentie van de familie Karađorđević. Het paleis werd ontworpen door architect Aleksandar Đorđević in een neo-palladianisme stijl, geïnspireerd door de achttiende-eeuwse Engelse huizen zoals in Ditchley Park. Het interieur is door het Franse ontwerpbureau Jansen gedecoreerd met Engels-Georgische en 19e-eeuwse Russische antiquiteiten, deze firma decoreerde later het Witte Huis tijdens het presidentschap van John F. Kennedy.